# Knikkende distel
De knikkende distel (Carduus nutans) is een plant uit de composietenfamilie (Asteraceae). De Nederlandse naam wordt ontleend aan dat de bloemhoofdjes knikken. In Nederland komt de soort vrij algemeen voor in de kuststreek van Noord-Holland en Zuid-Holland en is vrij zeldzaam in Zeeland en Zuid-Limburg.
De plant kan 0,3-2 m hoog worden en de stekelige stengels zijn ongevleugeld. De bladeren zijn aan de bovenkant kaal en glanzend en aan de onderzijde behaard.
De knikkende distel bloeit in Nederland in juli en augustus met 2-8 cm brede, roodpaarse, knikkende bloemhoofdjes. Een bloemhoofdje bestaat uit meer dan honderd zoet geurende bloempjes. De nectar stijgt in de 1 cm lange kroonbuis op. Vooral hommels met een lange tong en vlinders bezoeken de bloemen. Zweefvliegen gebruiken het stuifmeel als voedsel.
De kleverige vrucht is een nootje met hygroscopisch vruchtpluis, waardoor het door de wind verspreid kan worden. Ook putters en mieren zorgen voor verspreiding van de zaden. Door de aanwezigheid van een mierenbroodje worden de mieren aangetrokken. De vrucht is rijk aan olie.
De plant komt voor op droge tot matig vochtige kalkrijke gronden.